# Relațiile dintre România și Libia
Relațiile româno-libiene sunt relațiile dintre statele România și Libia. Relațiile diplomatice dintre cele doua țări au fost stabilite la 14 februarie 1974.

## Începuturi
În vara anului 1973, maiorul Abdessalam Jalloud, al doilea om de stat din Libia, face o escală în România, întorcându-se de la Moscova. Este primit de Nicolae Ceaușescu cu care va avea o convorbire de peste șase ore. Discuția lor a durat mult din cauza diferențelor de opinii dintre cei doi pe tema Israelului. În clipele întâlnirii, România era singura țară din blocul comunist care mai întreținea relații diplomatice cu statul evreu. Maiorul Jalloud venise cu directiva primită de la Gaddafi pentru a încerca să îl convingă pe Ceaușescu să rupă relațiile cu Israelul, reproșându-i totodată liderului român inițiativa de a înlesni unele tratative directe de pace arabo-israeliene. Neobținând nicio concesie din partea lui Nicolae Ceaușescu, Abdessalam Jalloud a omis a-i mai transmite acestuia invitația lui Gaddafi de a vizitat Libia.
Nicolae Ceaușescu va vizita în cele din urmă Libia între 12 și 14 februarie 1974. Primit neașteptat de călduros și reușind să treacă peste divergența numită Israel, între cei doi lideri se va lega o simpatie reciprocă, tradusă prin stabilirea relațiilor diplomatice între cele două țări la nivel de ambasadă și prin semnarea unei serii de acorduri de cooperare economică, științifică și tehnică.

## Relații de bună prietenie
Prin acordul cu Libia, România a fost unul dintre puținele state care au reușit să se pună la adăpost de criza petrolului ce a început în 1973. Peste un milion de tone de petrol importate de România în 1974, proveneau din Libia. În perioada 1974-1980 schimburile economice între cele doua state au explodat, depășind la începutul anilor '80, suma de un miliard de dolari.

## Relatarea lui Mihai Pacepa
În "Orizonturi roșii", Mihai Pacepa relatează un episod ce ar putea reprezenta adevăratul început al relatiei de prietenie Ceaușescu-Gaddafi: în a doua zi a vizitei din 12-14 februarie 1974, Ceaușescu a deschis în fața lui Gaddafi o cutie mare, de argint. Înăuntru era o carte foarte veche, scrisă de mână. 
Ceausescu i-ar fi spus lui Gaddafi:
"Acesta este manuscrisul original al primei traduceri în limba română a Coranului, făcută în urmă cu sute de ani. Avem numai un singur exemplar, dar și eu am un singur frate adevărat. Păstrează-l, frate!"
Vizibil emoționat, Gaddafi i-ar fi răspuns: "Fratele meu! Ești fratele meu pentru tot restul vieții mele!", și l-a îmbrățișat cu putere. Conform lui Pacepa, scena fusese atent regizată.